# Lee Dorsey
Irving Lee Dorsey, född 24 december 1924 i New Orleans, Louisiana, död 1 december 1986 (i lungemfysem) i samma stad, var en amerikansk blues- och R&B-sångare och låtskrivare. Han hade framgång i både USA och Storbritannien med ett antal humoristiska, avslappnade R&B-singlar.
Dorsey påbörjade en karriär som boxare på 1950-talet under namnet "Kid Chocolate". 1955 började han istället arbeta på bilverkstad innan han i början av 1960-talet träffade låtskrivaren och producenten Allen Toussaint. 1961 släppte han den nonsensartade singeln "Ya Ya" som nådde #7 på Billboard Hot 100. Låten spelades året därpå in i en fransk twistversion av Petula Clark och hennes version blev mycket populär i Frankrike. 

(John Lennon spelade på 1970-talet in en cover av den till sitt oldiesalbum Rock 'n' Roll.) Lee Dorsey återgick sedan under några år till bilreparationerna innan han 1965 åter hamnade på Billboard-listan i USA med "Ride Your Pony". 1966 lanserade han sina två framgångsrikaste singlar "Working in the Coalmine" och "Holy Cow" som blev topp-tio-singlar både i USA och Storbritannien. "Get Out of My Life, Woman" som också släpptes 1966 nådde #22 på brittiska singellistan. Efter ytterligare några singlar placerade på de lägre regionerna av Billboardlistan hade han sin sista framgång 1970 med låten "Yes We Can". Han återgick sedan till sitt gamla arbete igen och startade egen bilverkstad, men han uppträdde sporadiskt fram till sin död 1986. 1980 uppträdde han som öppningsakt till The Clash på deras USA-turné.